# Томашув (Радомський повіт)
Томашув (пол. Tomaszów) — село в Польщі, у гміні Скаришев Радомського повіту Мазовецького воєводства.
Населення — 120 осіб (2011).
У 1975-1998 роках село належало до Радомського воєводства.

## Демографія
Демографічна структура станом на 31 березня 2011 року:
|          | Загалом | Допрацездатний вік | Працездатний вік | Постпрацездатний вік |
| -------- | ------- | ------------------ | ---------------- | -------------------- |
| Чоловіки | 65      | 17                 | 40               | 8                    |
| Жінки    | 55      | 10                 | 28               | 17                   |
| Разом    | 120     | 27                 | 68               | 25                   |